# AronChupa
AronChupa, pseudonimo di Aron Michael Ekberg (Borås, 30 marzo 1991), è un disc jockey, cantautore e produttore discografico svedese.

## Biografia
Dal 2012 Ekberg è membro del gruppo elettro-hip hop Albatraoz e nel 2014 ha raggiunto vasta eco internazionale con il singolo I'm an Albatraoz.
Il gruppo ha ottenuto i suoi primi successi nel novembre 2014, raggiungendo il vertice delle classifiche svedesi con la canzone I'm an Albatraoz.
Nel 2014, Ekberg ha deciso di esibirsi da solista nel campo della musica house. Sotto lo pseudonimo di DJ AronBri, ha poi pubblicato le canzoni di Lévenes Konge e Pollo. Poco dopo, ha cambiato il suo nome in "AronChupa" e, nella primavera del 2014, ha pubblicato l'EP Russ sulla piattaforma musicale Spotify.
Come "DJ AronBi", ha pubblicato le canzoni Animaniacs, The Hoods e Wunderbaar, interamente in lingua russa. Dopo che le tracce dell'EP hanno portato un grande successo, Ekberg ha prodotto la canzone Copacabana, che è stata pubblicata come download su internet all'inizio del 2014. La canzone è stata la prima a impersonare lo stile Melbourne di AronChupa.
Nell'estate del 2014, Ekberg ha riscritto i testi della canzone I'm an Albatraoz e ha prodotto un'idonea parte strumentale, consistenti in hip-hop e drop da elementi Melbourne Bounce. Sua sorella Nora Ekberg (nata nel 1996), si è occupata della parte canora con lo pseudonimo Little Sis Nora. Con l'aiuto di Spotify e un accordo discografico da solista con Sony Music, la canzone ha guadagnato popolarità ed è entrata nelle classifiche ufficiali dei singoli in diversi Paesi del nord Europa (Svezia e Danimarca principalmente). Il successo si è diffuso in tutto il mondo ed AronChupa ha raggiunto le classifiche in Canada, Australia e Irlanda. Il video musicale è stato visto più di 1,1 miliardi di volte su YouTube ed ha ricevuto oltre 7,5 milioni di commenti. Inoltre, la canzone è stata premiata più volte col disco di platino. 
Nell'ottobre 2014, la canzone Heaven on Earth è stata pubblicata come parte del "Russ Festival".
La traccia Fired Cuz I Was Late è stata pubblicata il 20 novembre 2015. A differenza dei singoli precedenti contiene molte più caratteristiche di swing ed ha raggiunto la posizione numero 100 nelle classifiche svedesi. In collaborazione con Little Sis Nora, il singoloLittle Swing è stato rilasciato nel febbraio 2016.
Tramite "PRMD Recordings" di Avicii ha pubblicato il crossover jazz-trap She Wants Me Dead con il duo Dub House Cazzette ed il gruppo musicale britannico The High, che ha raggiunto il successo in servizi di streaming.
Alla fine dell'estate 2016 ha pubblicato Grandpa's Groove con il DJ jazz austriaco Parov Stelar; anche in questo caso Little Sis Nora ha prestato la voce. Qui, le basi del rimbalzo di Melbourne svaniscono in sottofondo e le caratteristiche jazz e swing formano i tratti principali del personaggio. Bad Water è stata l'ultima uscita nel 2016, pubblicato insieme al trio musicale "J & The People".

## Altre attività
Ekberg è attivo anche in qualità di calciatore, giocando come portiere per il Byttorps IF.

## Discografia

### EP
- 2014 – Russ

### Singoli conAlbatraoz
- 2013 – I'm an Albatraoz (featuring Little Sis Nora)
- 2014 – Arriba (come DJ AronBi)
- 2014 – Copacabana (come DJ AronBi)
- 2015 –  Wunderbar (come DJ AronBi)
- 2016 –  General Zod
- 2019 –  Milj
- 2019 –  Defunkt (feat. Ture Brute)

## AronChupa
- 2014 – Animaniacs
- 2014 – I'm an Albatraoz (US: disco di platino)
- 2015 – Heaven on Earth (H.O.E) (Promo)
- 2015 – Fired Cuz I Was Late
- 2016 – Little Swing (featuring Little Sis Nora)
- 2016 – Bad Water (feat. J & The People)
- 2017 – (Don’t Fight It) Feel It
- 2017 – Yeh Mi Na (feat. Emil Ernebro)
- 2017 – Llama In My Living Room (featuring Little Sis Nora)
- 2018 – Rave In The Grave (featuring Little Sis Nora)
- 2019 – Hole in the Roof (featuring Little Sis Nora)
- 2020 – Thai Massage (featuring Little Sis Nora)
- 2020 – The Woodchuck Song (featuring Little Sis Nora)
- 2020 – What Was in That Glass  (featuring Little Sis Nora)
- 2021 – Trombone (featuring Little Sis Nora)
- 2021 – MDMA  (featuring Little Sis Nora)
- 2022 – Booty Call (featuring Little Sis Nora)
- 2022 – Coco Song (featuring Flamingoz)
- 2022 – Tequila (featuring Flamingoz)
- 2022 – Samurai (featuring Little Sis Nora)
- 2024 – The Genre Police (featuring Little Sis Nora and S3RL)

## Collaborazioni
- 2016 – She Wants Me Dead (Cazzette vs. AronChupa feat. The High)
- 2016 – Grandpa’s Groove (Parov Stelar feat. AronChupa)

## Remix
- 2016 – Parov Stelar & AronChupa feat. Little Sis Nora – Grandpa’s Groove
- 2017 – Marcus & Martinus – Make You Believe in Love
- 2017 – This Diamond Life feat. Karen Harding – The Weekend